# Ding Guangxun
Ding Guangxun (Shanghai, 20 september 1915 – Nanjing, 22 november 2012) (jiaxiang: Zhejiang, Dinghai, Taoyaomencun 浙江定海桃夭捫村), ook bekend als K.H. Ting, was de emeritus voorzitter van de door de staat goedgekeurde Drie Zelf Patriottische Beweging en de emeritus president van de door staat goedgekeurde Chinese Christelijke Raad.
De heer Ding was de Anglicaanse bisschop van het bisdom Zhejiang in de jaren veertig en vijftig van de 20e eeuw. Omdat hij zijn beroep nooit heeft opgegeven, was hij tot zijn dood bisschop, hoewel de Anglicaanse kerk van China op het Chinese vasteland niet meer bestaat. Deze werd met andere protestantse kerken samengevoegd tot de Drie Zelf Patriottische Beweging, de enige door de Chinese staat erkende protestantse kerk. Naast zijn religieuze bezigheden, was hij ook actief in de Chinese politiek op het vasteland. Ding Guangxun was de vicevoorzitter van de Politieke Beraadsconferentie van het Chinese Volk in de periode van 1989 tot 2008. Ook was hij lid van het Nationaal Volkscongres, dat is de wetgevende macht van de Volksrepubliek China.
Toen hij in 2012 in Nanjing op 97-jarige leeftijd overleed werd hij door de Chinese overheid beschreven als "een religieuze leider die het Chinees nationalisme verhoogde, een beroemde activist op maatschappelijk gebied en een hechte vriend van de Chinese Communistische Partij (傑出的愛國宗教領袖，著名的社會活動家，中國共產黨的親密朋友)". 
- Bibsys: 90670687
- Bibliothèque nationale de France: cb16599741d (data)
- Gemeinsame Normdatei: 124843964
- International Standard Name Identifier: 0000 0001 1489 2431
- Library of Congress Control Number: n81064113
- Nationale Bibliotheek van Tsjechië: xx0303393
- Nationale Bibliotheek van Israël: 987007268958305171
- Nederlandse Thesaurus van Auteursnamen: 216533015
- LIBRIS: 49258
- Système universitaire de documentation: 067131506
- Virtual International Authority File: 28015225
- WorldCat: E39PBJm4Pt8jDJM9PJmvg3yfMP